# Antiga Torre del Rellotge de Beget
L'Antiga Torre del Rellotge de Beget és una obra de Camprodon (Ripollès) inclosa a l'Inventari del Patrimoni Arquitectònic de Catalunya.

## Descripció
Antiga torre del rellotge situada al carrer de França. És de planta quadrada, bastida amb carreus poc escairats en els cantoners i pedra grollera la resta. Està coronada per una bonica estructura de ferro que sosté la campana i un penell. S'hi accedeix pel costat nord, gràcies a una escala de pedra sostinguda per una àmplia arcada de mig punt. Aquesta dona accés a un pati i des d'aquí s'accedeix a la torre.
Recentment ha entrat en desús, al adquirir un rellotge electrònic que s'ha col·locat a la torre del campanar de l'església romànica de Sant Cristòfor.